# Reichskommissariat für die Festigung deutschen Volkstums
Le Commissariat du Reich pour le renforcement de la race allemande (en allemand Reichskommissar für die Festigung deutschen Volkstums, en abrégé RKFdV) est une structure mise en place au début de la Seconde Guerre mondiale. 
Placée sous la direction d'Heinrich Himmler, nommé Commissaire du Reich pour le renforcement de la race allemande, ce commissariat est chargé de la politique raciale et de la politique coloniale.

## Création

### Contexte
Une fois la Pologne conquise et l'Est de l'Europe partagée entre le Reich et l'Union soviétique, les populations allemandes des régions dévolues à l'Union soviétique sont rapatriées en Allemagne : le 28 septembre 1939, un accord est signé organisant le rapatriement des Volksdeutsche d'Union Soviétique ; cet accord est étendu le 16 novembre 1939 aux communautés de Volksdeutsche des territoires polonais annexés par l'Union soviétique.
le 15 puis le 30 octobre 1939, deux accords comparables sont signés, respectivement avec l'Estonie et la Lettonie, prévoyant le rapatriement dans le Reich des Volksdeutsche de ces deux États baltes.

### Gérer cet afflux de population
Ces accords bilatéraux entraînent l'arrivée dans le Reich de près de 500 000 Volksdeutsche durant l'hiver 1939-1940.

### Le décret du6 octobre 1939
Dans un contexte marqué par la refonte totale des organismes de sécurité de la SS, Hitler signe, le 6 octobre 1939, un décret ordonnant la mise en place du commissariat du Reich pour le renforcement de la race allemande. 
En vertu d'une délégation de pouvoirs de Hitler, Himmler se voit confier les compétences de Hitler en matière de politique raciale et coloniale

## Compétences et organisation

### Fonctionnement
Himmler se voit placé à la tête de ce commissariat, avec le titre de Reichskommissar. Cependant, il délègue à ses représentants dans le Reich et dans les territoires occupés, les Höherer der SS und Polizeiführer, et à leurs subordonnés les pouvoirs découlant de cette nouvelle délégation du Führer dans le domaine de la politique raciale. 

### Traduction
1. ↑  Chef supérieur de la Police et des SS.